# The H Collective
The H Collective – amerykańska wytwórnia filmowa założona w czerwcu 2017, zajmująca się produkcją, finansowaniem i dystrybucją filmów. „Pierwszym globalnym tytułem” studia był Brightburn (2019); premiera sequela została oficjalnie ogłoszona i jest w dalszym rozwijaniu. 
Firma ma swoją siedzibę w Los Angeles, w Kalifornii, ma także biura w Szanghaju i Berlinie.

## Lista filmów wytwórni
- 2017 – Transformers: Ostatni rycerz (Transformers: The Last Knight) [produkcja]
- 2017 – Hanson and the Beast [dystrybucja w Ameryce Północnej i Południowej[2]]
- 2017 – Wolf Warrior 2 [dystrybucja w Ameryce Północnej i Południowej[2]]
- 2018 – A Better Tomorrow 2018 [dystrybucja w Ameryce Północnej i Południowej[2]]
- 2019 – To, co stracone (The Parts You Lose) [produkcja[6]]
- 2019 – Brightburn: Syn ciemności (Brightburn) [produkcja[7]]
- 2021 – Droga bez powrotu. Geneza (Wrong Turn: The Foundation) [produkcja[8]]